# Kokyū
Ne doit pas être confondu avec Kōkyū.

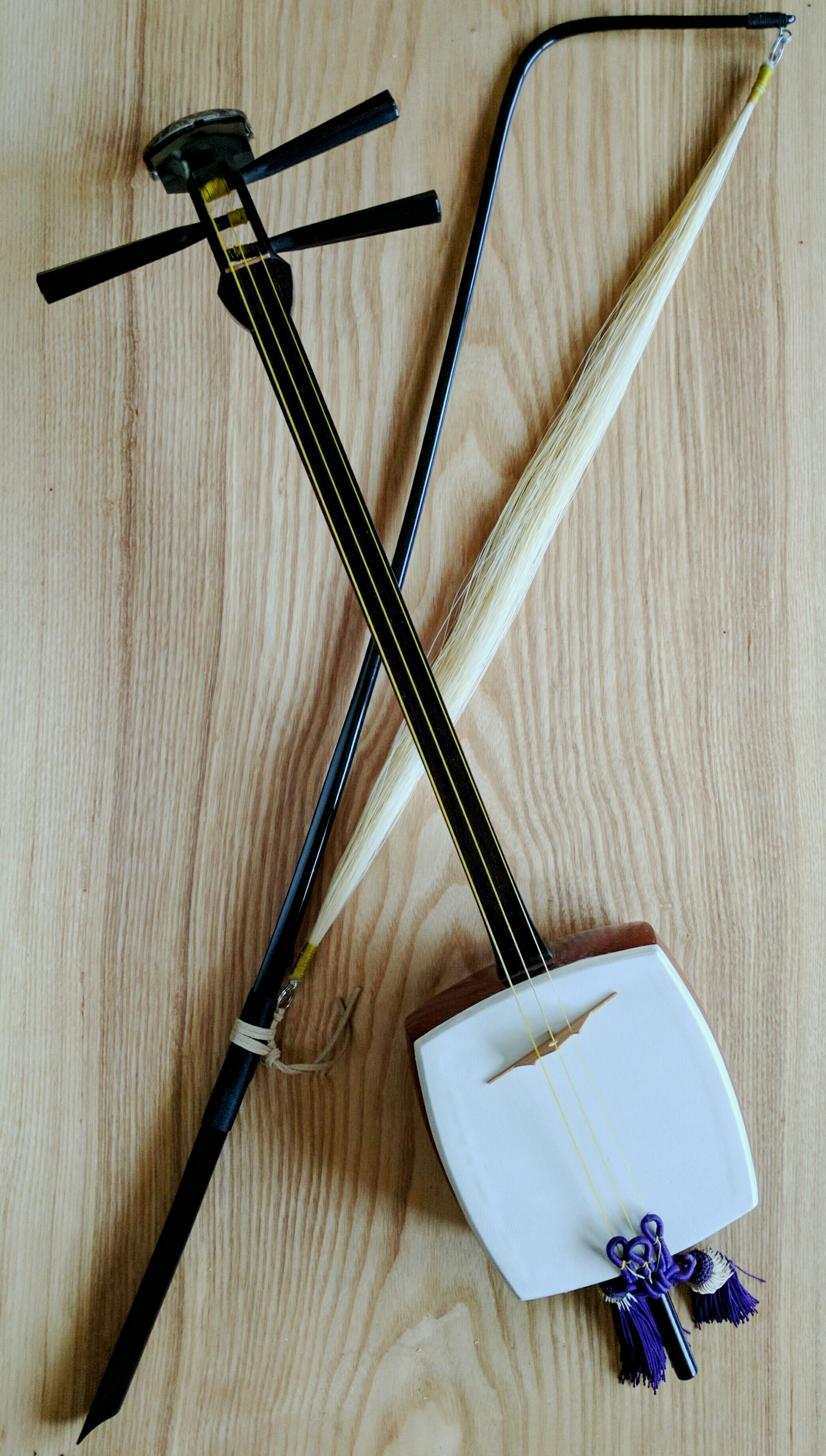
Un kokyū et son archet.

Le kokyū (胡弓) est une vièle japonaise. Kokyū ressemble à un petit shamisen. C'est le seul instrument japonais joué avec un archet,.

## Lutherie
De taille variable, sa longueur moyenne est d'environ 70 cm. Il peut avoir trois ou quatre cordes (dans ce dernier cas, les deux cordes les plus aigües sont à l'unisson),
Le kokyū à trois cordes était connu au Japon au plus tard au XVIIe siècle. Il peut-être originaire de Ryūkyū,. Le kokyū à quatre cordes est apparu après celui à trois cordes. Il a été inventé et est apparu au milieu du XVIIIe siècle.

## Le jeu

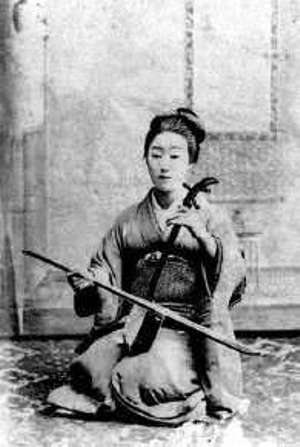
Yuki Kato Morgan joue le Kokyū.

### Comment jouer
Généralement, un joueur adopte une posture assise. Soutenez l'instrument avec la main gauche. Placez le piquet sur le sol ou sur les genoux du joueur pour soutenir l'instrument. Tenez la baguette dans la main droite. Assurez-vous que l'archet et les cordes de l'instrument se croisent à angle droit. Déplacez l'archet horizontalement, à gauche et à droite pour jouer.
Les cordes passent sur un chevalet très mince et assez haut. L'instrument, qui repose sur une pique, doit être basculé autour de cet axe, de manière à présenter les cordes à l'archet.
Les crins de l'archet, très lâches, sont tendus par le quatrième et le cinquième doigt de la main droite, qui le tient. Le kokyū se joue avec un vibrato assez ample.

### Accordage
L'accordage ordinaire du kokyū est le même que celui du shamisen. C'est-à-dire le 3 (san) sagari, plus rarement le 2 (ni) agari. Mais, l'accord classique du shamisen hon chōshi n'est pas utilisé

## Scène de performance

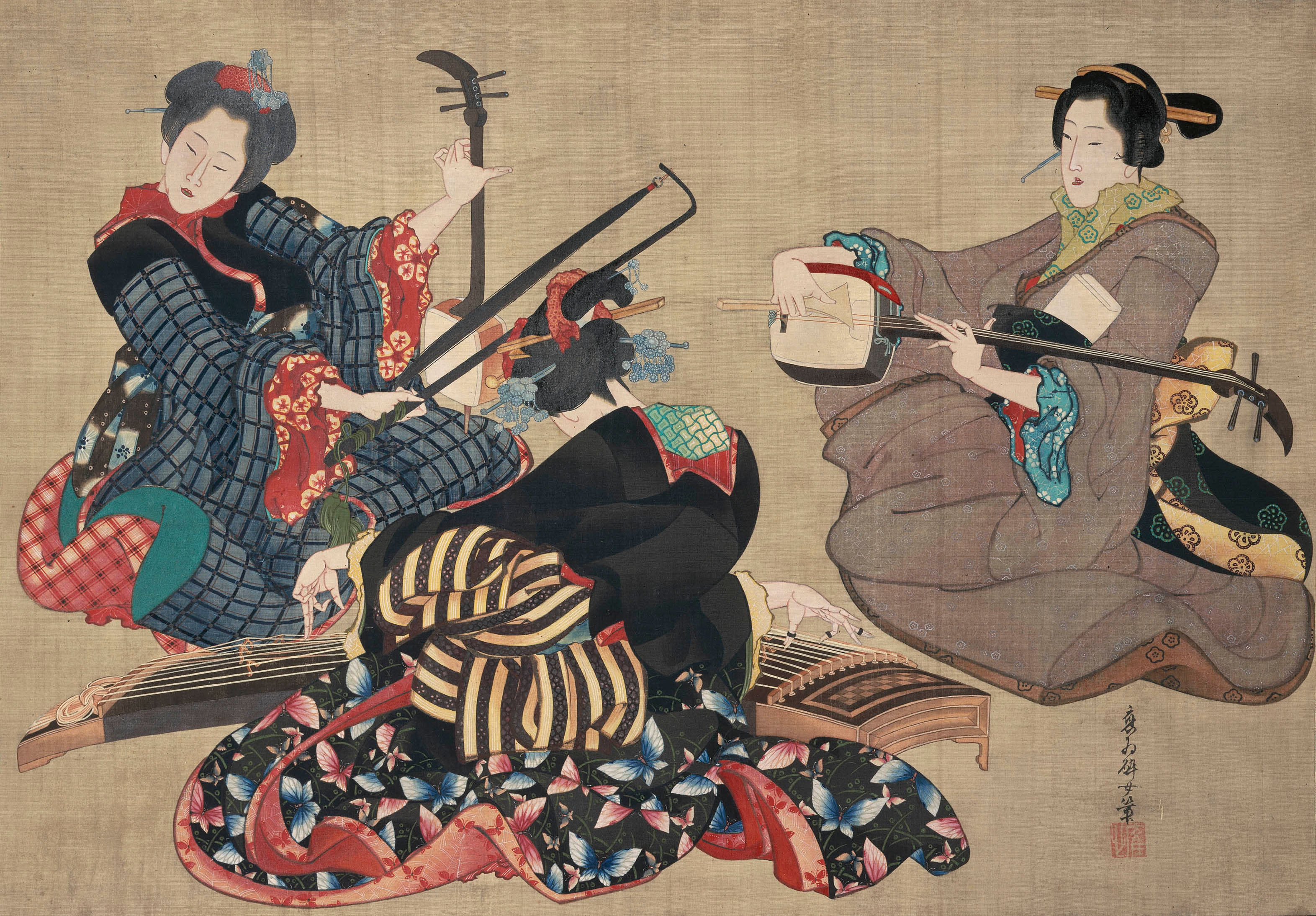
Un trio de femmes jouant d'un instrument ensemble.

Hormis son emploi dans les trios avec koto et shamisen, le kokyū était populaire dans l'accompagnement des danses. C'était aussi un instrument joué par les musiciens itinérants au début de la période Edo. S'il a toujours sa place au geza, il a cependant été supplanté par le shakuhachi dans la forme sankyoku.
Kokyu est toujours joué dans le Owara kaze no bon dans la préfecture de Toyama.